# Laura Linney
Laura Leggett Linney (Nueva York, 5 de febrero de 1964), conocida como Laura Linney, es una actriz estadounidense, nominada a los Premios Óscar en tres ocasiones, además de tener dos nominaciones para los Globos de Oro, cuatro galardones de los Premios Emmy y cinco a los Premios Tony.
Linney hizo su debut en Broadway en 1990. Posteriormente, recibió diferentes nominaciones a los Premios Tony por The Crucible (2002), Sight Unseen (2004), Time Stands Still (2010), My Name Is Lucy Barton (2020) y The Little Foxes de 2022. En televisión, ganó su primer Premio Emmy por el telefilm Wild Iris (2001), por la sitcom Frasier (2003–2004) y la miniserie John Adams (2008). De 2010 a 2013, protagonizó la serie para el canal Showtime The Big C, por el que ganó su cuarto Emmy en 2013, y de 2017 a 2022 la serie de Netflix,  Ozark.
Linney también fue en referente en el cine. Hizo su debut con un papel pequeño en El aceite de la vida (Lorenzo's Oil) (1992) y recibió su primera nominación a los Óscar por los dramas Puedes contar conmigo (You Can Count on Me) (2000), Kinsey (2004) y La familia Savage (The Savages) (2007). También es conocido por sus papeles en películas como Primal Fear (1996), El show de Truman (The Truman Show) (1998), Mystic River y Love Actually (ambas en 2003), El exorcismo de Emily Rose (The Exorcism of Emily Rose) (2005),  Sully o Animales nocturnos (Nocturnal Animals) (ambas de 2016).

## Biografía

### Primeros años
Linney nació en Manhattan, Nueva York. Su padre, Romulus Zachariah Linney IV era profesor y dramaturgo, y su madre Miriam Anderson "Ann" Perse (de soltera, Leggett), era enfermera en el Memorial Sloan Kettering Cancer Center. Su tatarabuelo fue el congresista republicano Romulus Zachariah Linney. Linney pasaba los veranos con su padre en New Hampshire y se enamoró de los escenarios, incorporándose en un grupo teatral local a los once años. Laura tiene una medio hermana llamada Susan del segundo matrimonio de su padre.
Linney se graduó en 1982 en el Northfield Mount Hermon School en Massachusetts. Posteriormente, iría a la Universidad del Noroeste antes de trasladarse a la Universidad Brown, donde estudiaría interpretación con Jim Barnhill y John Emigh. Allí, entró en el Production Workshop, el grupo teatral de estudiantes de la universidad. Durante ese año en Brown, pudo interpretar una de las obras de su padre Childe Byron, un drama en el que el poeta Lord Byron repara una relación tensa y distante con su hija Lady Ada Lovelace (papel que interpreta Linney).
Linney se graduó en Brown en 1986. y se fue a estuiar intepretación en la Juilliard School como miembro del Group 19 (1986–90), donde coincidió con Jeanne Tripplehorn. En 2003, Linney recibió el doctorado de bellas artes de Brown. Recibió el doctorado honorario de bellas artes de Juilliard cuando pronunció el discurso de graduación de la escuela en 2009.

### 1990-1998: Inicio de su carrera
Linney hizo su debut en el teatro en 1990 como Nina en la adaptación para el Off Broadway de The Seagull.  Conceibda y dirigida por Jeff Cohen, La aclamada producción se montó en el RAPP Arts Center en Alphabet City con gran éxito de crítica. De hecho, The New York Times escribió: "Lo mejor de todo es la Nina de Miss Linney. De una groupie de artista ingenua e idealista con una veta de loca determinación, su Nina emerge como una mujer mucho más fuerte y más complicada que la mujer pájaro gravemente herida que es la interpretación tradicional del personaje. Aunque está profundamente amargada al final de la obra, también se siente fortalecida por un conocimiento de sí misma adquirido con tanto esfuerzo. Linney proyecta las ambigüedades del personaje con fuerza y claridad. Claramente es un talento de enorme potencial."
Al mismo tiempo, Linney comenzaba a tener pequeños papeles a principios de los 90 en algunos films como El aceite de la vida (Lorenzo's Oil) (1992), En busca de Bobby Fischer (Searching for Bobby Fischer) (1993) y Dave, presidente por un día (Dave) (1993). En 1993, Linney protagonizó la adaptación a la televisión de Tales of the City de Armistead Maupin como Mary Ann Singleton. Volvería a meterse en ese papel en 1998 en More Tales of the City. En octubre de 1994, Linney apareció en un capítulo de Law & Order (episodio "Blue Bamboo") como Martha Bowen. Interpretó a una cantante estadounidense que reivindicó con éxito el "síndrome de la mujer maltratada" como defensa ante el asesinato de un empresario japonés.
Durante de esa época estuvo en el reparto de una serie de thrillers como Congo (1995), Las dos caras de la verdad (Primal Fear) (1996) y Poder absoluto (Absolute Power) (1997). Aunque su salto a la fama absoluto llegaría en 1998, donde hace el papel de falsa mujer de Jim Carrey en la exitosa El show de Truman (The Truman Show).

### 1999-2007: Proyectos de primer nivel y múltiples nominaciones
Su trayectoria ascedente seguiría con el cambio de siglo. En 2000, protagonizaba el film de Kenneth Lonergan Puedes contar conmigo (You Can Count on Me) junto a Mark Ruffalo y Matthew Broderick. El film cosechó un reguero de buenas críticas. Por este trabajo, Linney fue nominada al Óscar a la mejor actriz por este papel de madre soltera en un pequeño pueblo. En 2001, volvería a ponerse en la piel de Mary Ann Singleton por tercera vez con Vecinos peculiares (Further Tales of the City). En 2002, encabezaba el reparto de Desaliento (Wild Iris) junto a Gena Rowlands y donde ganó su primer Premio Emmy en la categoría de mejor actriz en miniserie o telefilme.
En 2002, vuelve a Broadway para representar The Crucible junto a Liam Neeson en el Virginia Theatre, que estuvo en cartelera entre marzo a junio de 2002. Por este papel de Elizabeth, recibió la nominación al Premio Tony a la mejor actriz principal en una obra de teatro. También en 2002, Linney apareció en el CD para niños de Sandra Boynton Philadelphia Chickens junto a Meryl Streep, Kevin Kline y Patti LuPone. Linney cantaba la canción "Please Can I Keep It?".

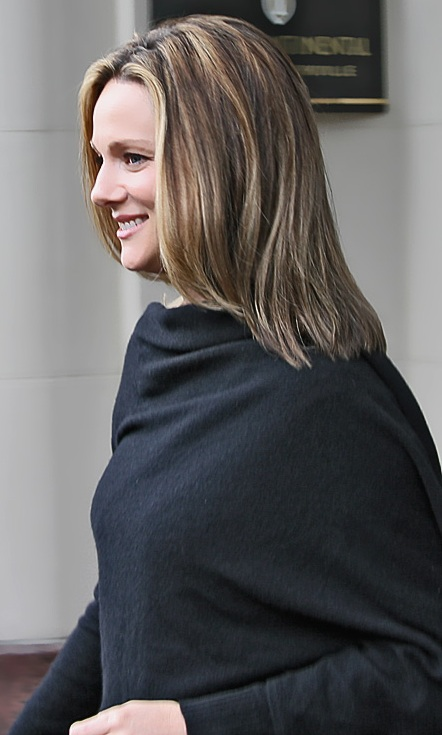
Laura Linney en el Festival Internacional de Cine de Toronto de 2007

Estos fueron los mejores años de Linney ya que estaba en muchas de las producciones importantes de la época. Así, en 2003, Linney apareció en la película de Clint Eastwood Mystic River junto a Sean Penn, Tim Robbins y Marcia Gay Harden.  Linney recibió la nominación al Premio BAFTA por su personaje de Annabeth Markum, la devota segunda esposa del personaje afligido y vengativo de Sean Penn. Ese mismo año también aparecería en la aclamada película vocal Love Actually con grandes nombres como Hugh Grant, Emma Thompson, Alan Rickman, Colin Firth o Liam Neeson. También aparecería en la película de Alan Parker La vida de David Gale (The Life of David Gale) (2003) junto a Kate Winslet y Kevin Spacey.
En 2004, se volvió a unir con su compañero de reparto de Love Actually Liam Neeson en Kinsey, como la esposa del protagonista. Por este papel, fue nominada al Óscar a la mejor actriz de reparto, al Screen Actors Guild Award y a los Globos de Oro. Ese mismo año Linney estuvo presente en algunos capítulos de Frasier como Charlotte, el último flirteo amoroso de Frasier Crane (Kelsey Grammer) de la serie. Por este papel, ganó su segundo Premio Emmy en el apartado a la mejor actriz invitada - Serie de comedia. También en 2004, volvió a Broadway para protagonizar Sight Unseen en el Biltmore Theatre que estuvo en cartelera entre mayo a julio de 2004. Por ello, ganó su segunda nominación a los Premios Tony.
En 2005, Linney siguió en la pantalla con una comedia de Noah Baumbach Una historia de Brooklyn (The Squid and the Whale) junto a Jeff Daniels y Jesse Eisenberg. Recibió la nominación a los Globos de Oro a la mejor actriz en comedia o musical. Un año después, apareció en la sátira política El hombre del año (Man of the Year) (2006) junto a Robin Williams y la comedia The Nanny Diaries junto a Scarlett Johansson y Chris Evans, basada en la novela de Emma McLaughlin y Nicola Kraus. También en 2006 Linney hizo el papel de Claire en la producción australiana Jindabyne, junto a Gabriel Byrne. En 2007, apareció en la película The Savages (The Savages) de Tamara Jenkins con Philip Seymour Hoffman. Ella interpreta a Wendy Savage, una dramaturga atormentada. Por esta actuación, recibió la tercera nominación a los öscar a la mejor actriz.

### 2008-2016: Entre el cine y la televisión

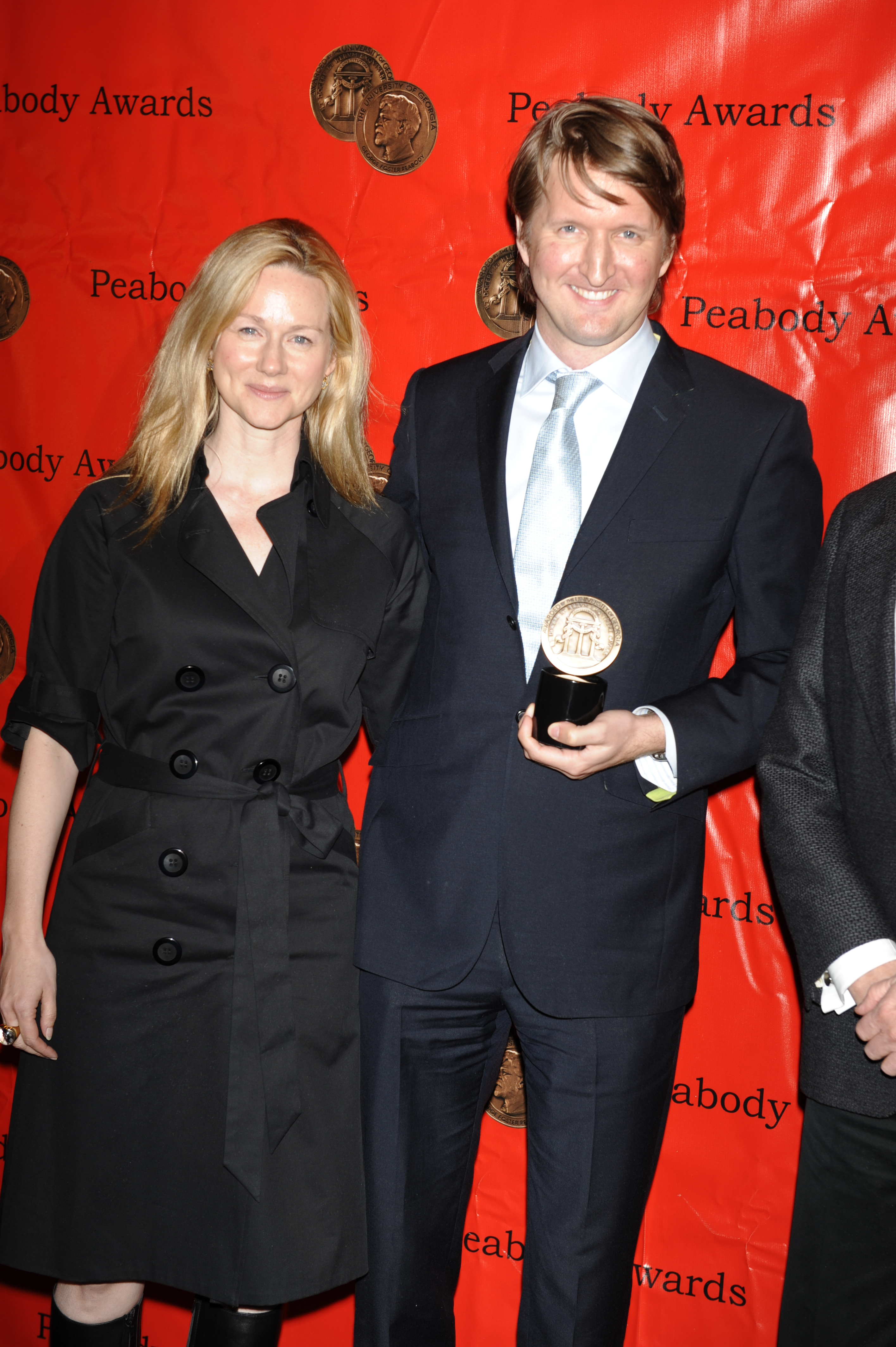
Laura Linney y Tom Hooper en la 68.º Annual Peabody Awards en mayo de 2009

En 2008, Linney hizo el papel de Abigail Adams en la miniserie de HBO John Adams dirigida por Tom Hooper . Paul Giamatti interpretaba a John Adams. La serie fue todo un éxito de público y crítica y ganó 13 Premios Primetime Emmy, convirtiéndose en la miniserie con más galardones en la historia de los Emmy. ella ganó su tercer Premio en esta ocasión a la mejor actriz de miniserie o telefilme. También en 2008, volvió al teatro para hacer el papel de la marquesa de Merteuil en la famosa obra Las amistades peligrosas de Christopher Hampton. Completaban el reparto Mamie Gummer y Benjamin Walker en la Roundabout Theatre Company. Desde 2009, Linney es la presentadora de la serie de televisión PBS Masterpiece Classic. Se convirtió en muy popular su entradilla inicial "Hi, I'm Laura Linney and this is Masterpiece Classic".
En 2010, Linney siguió en el teatro con otra producción de Broadway Time Stands Still de Donald Margulies junto a Brian D'Arcy James y Alicia Silverstone en el Samuel J. Friedman Theatre. que estuvo en cartel desde el 28 de enero hasta el 27 de marzo de 2010. Por ello, recibió su tercera nominación de los Premios Tony. La obra volvería al escenario con el reparto original y estaría en cartel desde septiembre de 2010 hasta el 30 de enero de 2011. Ese mismo año, Linney volvería a la televisión con la serie de Showtime The Big C. Se desempeñó como actriz y productora ejecutiva en el programa. Ella interpretó a una esposa y madre suburbana que explora los altibajos emocionales de sufrir cáncer y los cambios que esto trae a su vida y a su sentido de quién es. En 2011, ganó el Globo de Oro por esta actuación y dos años más tarde, ganó su cuarto Premio Emmy por la temporada final.
En 2012, protagonizó el film de Roger Mitchell Hyde Park on Hudson junto a Bill Murray en el papel de Franklin D. Roosevelt. También figuraban en el reparto Olivia Colman, Olivia Williams y Samuel West. En 2015, encabezó el reparto de Mr. Holmes de Bill Condon junto a Ian McKellen. En 2016, aparecería en la cinta de Clint Eastwood Sully con Tom Hanks como Lorraine Sullenberger, la mujer de Chesley Sullenberger. La película fue un éxito de taquilla recaudando 240 millones en taquilla.
El 2016 siguió trabajando en El editor de libros (Genius) (2016) junto a Colin Firth, Jude Law, Nicole Kidman, Guy Pearce y Dominic West. Hizo una breve aparición en el film de Animales nocturnos (Nocturnal Animals) dirigido por Tom Ford junto a Amy Adams, Jake Gyllenhaal y Michael Shannon.

### Desde 2017: Últimos papeles

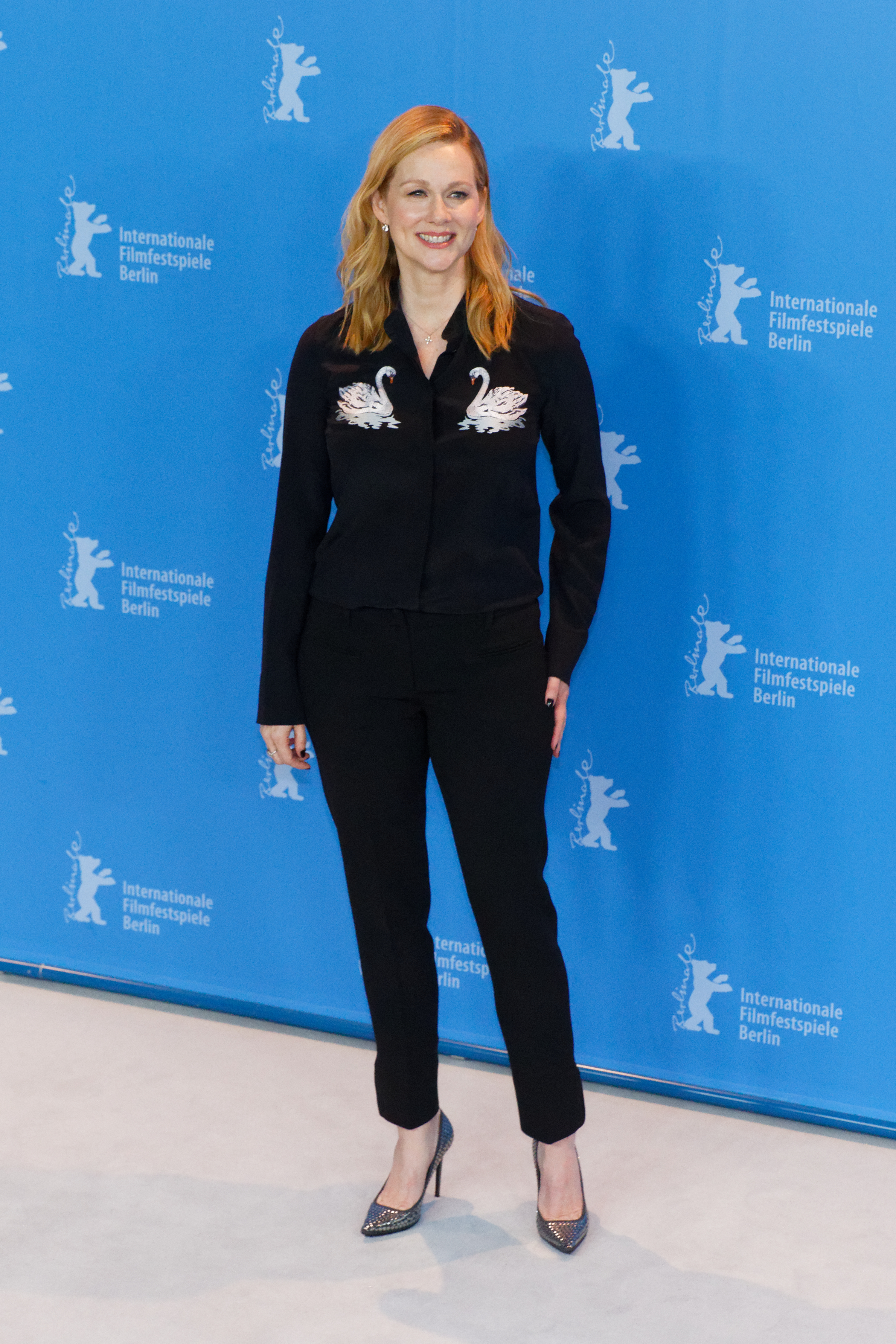
Linney en la premier de The dinner en el Festival de Cine de Berlín de 2017

Entre 2017 y 2022, Linney se centró en la serie thriller Ozark junto a Jason Bateman. Por este trabajo, fue nominado al Premios del Sindicato de Actores por las primeras dos temporadas y a los Emmy a la mejor actriz en serie dramática por las temporadas tres, cuatro y cinco.
En 2017, volvió al teatro para representar en Broadway The Little Foxes junto a Cynthia Nixon en el Manhattan Theatre Club del 19 de abril al 2 de julio de 2017. En ella, alternó los papeles de Regina y Birdie con Nixon. Recibió su cuarta nominación a los Premios Tony por estas interpretaciones.
Linney volvió a meterse en el papel de Mary Ann Singleton en la miniserie de Netflix Historias de San Francisco basada en la serie Tales of the City junto a Olympia Dukakis y Elliot Page.
En 2020, Linney volvería al cine con numerosos proyectos. El primero de ellos fue Falling película protagonizada y dirigida por Viggo Mortensen. Fue presentada de manera mundial en el Festival de Cine de Sundance el 31 de enero de 2020. Su siguiente trabajo para la gran pantalla fue Los caminos que no escogemos (The Roads Not Taken), dirigida por Sally Potter, junto a Javier Bardem y Elle Fanning. La cinta fue presentada en el Festival de Cine de Berlín el 26 de febrero de 2020. Se tenía previsto su estreno mundial el 13 de marzo de 2020 pero a causa de la pandemia por el COVID-19, trastocó sus planes y se puso en video bajo demanda el 10 de abril.
También en ese año Linney volvería a Broadway con My Name Is Lucy Barton. Las críticas del 6 de enero de 2020 fueron positivas como la del The New York Times que describió su actuación como "luminous". De hecho, por esta acutación recibiría un Drama Desk Award y su quinta nominación a los Premios Tony.
En 2020, se dio a conocer que Linney entraría en el reparto del drama The Miracle Club, con Maggie Smith y Kathy Bates. Su trama fue descrita como un viaje "alegre e hilarante" de un grupo de mujeres desenfrenadas de clase trabajadora de Dublín, cuya peregrinación a Lourdes en Francia las lleva a descubrir la amistad de cada una y sus propios milagros personales. En preproducción, habiendo recibido financiación sostenible del Fondo Global Screen del Reino Unido.
En 2022, Linney hizo su debut como directora al hacerse cargo del decimoprimero y último episodio de la temporada de Ozark ("Pound of Flesh and Still Kickin'"). Posteriroemnte, volvería a Broadway con la obra Summer, 1976 escritra por David Auburn junto a Jessica Hecht. Las funciones comenzaron el 25 de abril de 2023 en el Manhattan Theatre Club y acabaron el 18 de junio de 2023.

## Vida privada
Linney se casó con el actor David Adkins en 1995. Se divorciaron en 2000. En 2007, se comprometió con Marc Schauer, un consejero sobre drogas y alcohol. El día de su boda en mayo de 2009, el actor Liam Neeson la acompañó hasta el altar. El 8 de enero de 2014, un mes antes de su cincuenta cumpleaños, Linney dio a luz un hijo.

## Filmografía
Cine
| Año  | Título en español                   | Título original                                  | Director                               | Papel                          |
| ---- | ----------------------------------- | ------------------------------------------------ | -------------------------------------- | ------------------------------ |
| 1992 | El aceite de la vida                | Lorenzo's Oil                                    | George Miller                          | Profesora                      |
| 1993 | Ángulo ciego (TV)                   | Blind Spot                                       | Michael Toshiyuki Uno                  | Phoebe                         |
| 1993 | Tiempos de guerra (TV)              | Class of '61                                     | Gregory Hoblit                         | Lily Magraw                    |
| 1993 | Dave, presidente por un día         | Dave                                             | Ivan Reitman                           | Randi                          |
| 1993 | En busca de Bobby Fischer           | Searching for Bobby Fischer                      | Steven Zaillian                        | Profesora                      |
| 1994 | Un golpe del destino                | A Simple Twist of Fate                           | Gillies MacKinnon                      | Nancy Lambert Newland          |
| 1995 | Congo                               | Congo                                            | Frank Marshall                         | Dr. Karen Ross                 |
| 1996 | Las dos caras de la verdad          | Primal Fear                                      | Gregory Hoblit                         | Janet Venable                  |
| 1997 | Poder absoluto                      | Absolute Power                                   | Clint Eastwood                         | Kate Whitney                   |
| 1998 | El show de Truman                   | The Truman Show                                  | Peter Weir                             | Meryl Burbank                  |
| 1999 | Cartas de amor (TV)                 | Love Letters                                     | Stanley Donen                          | Melissa Gardner Cobb           |
| 2000 | La casa de la alegría               | The House of Mirth                               | Terence Davies                         | Bertha Dorset                  |
| 2000 | Puedes contar conmigo               | You Can Count on Me                              | Kenneth Lonergan                       | Sammy                          |
| 2000 | Candidato para todo                 | Running Mates                                    | Ron Lagomarsino                        | Lauren Hartman                 |
| 2000 | Maze                                | Maze                                             | Rob Morrow                             | Callie                         |
| 2000 | Lush                                | Lush                                             | Mark Gibson                            | Rachel Van Dyke                |
| 2001 | Desaliento                          | Wild Iris                                        | Daniel Petrie                          | Iris Bravard                   |
| 2002 | Mothman: la última profecía         | The Mothman Prophecies                           | Mark Pellington                        | Connie Mills                   |
| 2002 | El crimen de Laramie (TV)           | The Laramie Project                              | Moisés Kaufman                         | Sherry Johnson                 |
| 2003 | Love Actually                       | Love Actually                                    | Richard Curtis                         | Sarah                          |
| 2003 | Mystic River                        | Mystic River                                     | Clint Eastwood                         | Annabeth Markum                |
| 2003 | La vida de David Gale               | The Life of David Gale                           | Alan Parker                            | Constance Harraway             |
| 2004 | Kinsey                              | Kinsey                                           | Bill Condon                            | Clara McMillen                 |
| 2004 | P.S.                                | P.S.                                             | Dylan Kidd                             | Louise Harrington              |
| 2005 | El exorcismo de Emily Rose          | The Exorcism of Emily Rose                       | Scott Derrickson                       | Erin Bruner                    |
| 2005 | Una historia de Brooklyn            | The Squid and the Whale                          | Noah Baumbach                          | Joan Berkman                   |
| 2006 | Jindabyne                           | Jindabyne                                        | Ray Lawrence                           | Claire                         |
| 2006 | Driving Lessons                     | Driving Lessons                                  | Jeremy Brock                           | Laura                          |
| 2006 | El hombre del año                   | Man of the Year                                  | Barry Levinson                         | Eleanor Green                  |
| 2006 | El estado más caliente              | The Hottest State                                | Ethan Hawke                            | Jesse                          |
| 2007 | El espía                            | Breach                                           | Billy Ray                              | Kate Burroughs                 |
| 2007 | La familia Savage                   | The Savages                                      | Tamara Jenkins                         | Wendy Savage                   |
| 2007 | Diario de una niñera                | The Nanny Diaries                                | Shari Springer Berman y Robert Pulcini | Señora X                       |
| 2008 | Crónica de un engaño                | The Other Man                                    | Richard Eyre                           | Lisa                           |
| 2009 | La ciudad de tu destino final       | The City of Your Final Destination               | James Ivory                            | Caroline                       |
| 2010 | Morning                             | Morning                                          | Leland Orser                           | Doctor Goodman                 |
| 2010 | Sympathy for Delicious              | Sympathy for Delicious                           | Mark Ruffalo                           | Nina Hogue                     |
| 2011 | The Details                         | The Details                                      | Jacob Estes                            | Lila                           |
| 2011 | Arthur Christmas: Operación regalo  | Arthur Christmas                                 | Sarah Smith y Barry Cook               | Ordenador del Polo Norte (voz) |
| 2012 | Hyde Park on Hudson                 | Hyde Park on Hudson                              | Roger Michell                          | Daisy                          |
| 2013 | El quinto poder                     | The Fifth Estate                                 | Bill Condon                            | Sarah Shaw                     |
| 2015 | Mr. Holmes                          | Mr. Holmes                                       | Bill Condon                            | Mrs. Munro                     |
| 2016 | Ninja Turtles: Fuera de las sombras | Teenage Mutant Ninja Turtles: Out of the Shadows | Dave Green                             | Jefe Vincent                   |
| 2016 | El editor de libros                 | Genius                                           | Michael Grandage                       | Louise Perkins                 |
| 2016 | Sully                               | Sully                                            | Clint Eastwood                         | Lorrie Sullenberger            |
| 2016 | Animales nocturnos                  | Nocturnal Animals                                | Tom Ford                               | Anne Sutton                    |
| 2017 | La cena (The Dinner)                | The Dinner                                       | Oren Moverman                          | Claire Lohman                  |
| 2020 | Falling                             | Falling                                          | Viggo Mortensen                        | Sarah                          |
| 2020 | Los caminos que no escogemos        | ''The Roads Not Taken                            | Sally Potter                           | Rita                           |
| 2023 | The Miracle Club                    | The Miracle Club                                 | Thaddeus O'Sullivan                    | Chrissie Ahearn                |
| 2023 | Wildcat                             | Wildcat                                          | Ethan Hawke                            | Regina                         |
| 2024 | Suncoast                            | Suncoast                                         | Laura Chinn                            | Kristina                       |

Series
| Año       | Título en español          | Título original           | Papel              | Episodios    |
| --------- | -------------------------- | ------------------------- | ------------------ | ------------ |
| 1993      | Tales of the City          | Tales of the City         | Mary Ann Singleton | 6 episodios  |
| 1994      | Ley y orden                | Law & Order               | Martha Bowen       | 1 episodio   |
| 1998      | More Tales of the City     | More Tales of the City    | Mary Ann Singleton | 6 episodios  |
| 2001      | Vecinos peculiares         | Further Tales of the City | Mary Ann Singleton | 3 episodios  |
| 2003-2004 | Frasier                    | Frasier                   | Charlotte / Mindy  | 6 episodios  |
| 2008      | John Adams                 | John Adams                | Abigail Adams      | 7 episodios  |
| 2012      | Con C mayúscula            | The Big C                 | Cathy Jamison      | 4 temporadas |
| 2017      | Ozark                      | Ozark                     | Wendy Byrde        | 6 temporadas |
| 2017      | Sink Sank Sunk             | Sink Sank Sunk            | Mitzi Mills        | 3 episodios  |
| 2019      | Historias de San Francisco | Tales of the City         | Mary Ann Singleton | 9 episodios  |

## Teatro
- Six Degrees of Separation (1990–1992)
- Sight Unseen (1992)
- The Seagull (1992–1993)
- Hedda Gabler (1994)
- Holiday (1995–1996)
- Honour (1998)
- Uncle Vanya (2000)
- The Crucible (2002)
- Sight Unseen (2004)
- Les liaisons dangereuses (2008)
- Time Stands Still (2010–2011)
- The Little Foxes (2017)
- My Name Is Lucy Barton  (2018)
- Bridge Theatre (2019)
- Summer, 1976 (2023)

## Premios y nominaciones
Premios Óscar
| Año  | Categoría               | Película              | Resultado |
| ---- | ----------------------- | --------------------- | --------- |
| 2001 | Mejor Actriz            | Puedes contar conmigo | Nominada  |
| 2005 | Mejor Actriz de Reparto | Kinsey                | Nominada  |
| 2008 | Mejor Actriz            | La familia Savage     | Nominada  |

BAFTA
| Año  | Categoría               | Película     | Resultado |
| ---- | ----------------------- | ------------ | --------- |
| 2003 | Mejor Actriz de Reparto | Mystic River | Nominada  |

Premios Globo de Oro
| Año  | Categoría                                       | Película                 | Resultado |
| ---- | ----------------------------------------------- | ------------------------ | --------- |
| 2011 | Mejor Actriz de serie de TV - Comedia o musical | The Big C                | Ganadora  |
| 2009 | Mejor actriz - Miniserie o telefilme            | John Adams               | Ganadora  |
| 2006 | Mejor Actriz - Comedia o musical                | Una historia de Brooklyn | Nominada  |
| 2005 | Mejor Actriz de Reparto                         | Kinsey                   | Nominada  |
| 2000 | Mejor Actriz - Drama                            | Puedes contar conmigo    | Nominada  |

Premios del Sindicato de Actores
| Año  | Categoría                                 | Película              | Resultado |
| ---- | ----------------------------------------- | --------------------- | --------- |
| 2008 | Mejor Actriz de TV, Miniserie o telefilme | John Adams            | Ganadora  |
| 2004 | Mejor Actriz de Reparto                   | Kinsey                | Nominada  |
| 2003 | Mejor Reparto                             | Mystic River          | Nominada  |
| 2000 | Mejor Actriz                              | Puedes contar conmigo | Nominada  |

Satellite Awards
| Año  | Categoría                                       | Película                 | Resultado |
| ---- | ----------------------------------------------- | ------------------------ | --------- |
| 2011 | Mejor Actriz de serie de TV - Comedia o musical | The Big C                | Ganadora  |
| 2007 | Mejor Actriz - Drama                            | La familia Savage        | Nominada  |
| 2004 | Mejor Actriz - Drama                            | P.S.                     | Nominada  |
| 2004 | Mejor Actriz de reparto- Drama                  | Kinsey                   | Nominada  |
| 2005 | Mejor Actriz de reparto - Drama                 | Una historia de Brooklyn | Ganadora  |
| 2000 | Mejor Actriz - Drama                            | Puedes contar conmigo    | Nominada  |

Premios Primetime Emmy
| Año  | Categoría                                | Trabajo    | Resultado |
| ---- | ---------------------------------------- | ---------- | --------- |
| 2020 | Mejor actriz de Serie Dramática          | Ozark      | Nominada  |
| 2019 | Mejor actriz de Serie Dramática          | Ozark      | Nominada  |
| 2008 | Mejor actriz - Miniserie o telefilme     | John Adams | Ganadora  |
| 2004 | Mejor actriz invitada - Serie de comedia | Frasier    | Ganadora  |
| 2002 | Mejor actriz - Miniserie o telefilme     | Wild Iris  | Ganadora  |